# جوش سميث
جوش سميث (بالإنجليزية: Josh Smith)‏ مواليد 05 ديسمبر 1985، هو لاعب كرة سلة أمريكي يلعب مع فريق هيوستن روكتس في الرابطة الوطنية لكرة السلة ويحمل الرقم 5. يبلغ طوله 6 قدم 9 بوصة (2.1 م).

## فرق لعب لها
- أتلانتا هوكس
- ديترويت بيستونز
- هيوستن روكتس

## روابط خارجية
- جوش سميث على موقع إن بي أي (الإنجليزية)
- جوش سميث على موقع سبورتس رفرنس (الإنجليزية)
- جوش سميث على موقع كرة السلة الأوروبية.كوم (الإنجليزية)
- جوش سميث على موقع إي إس بي إن.كوم (الإنجليزية)
- جوش سميث على موقع ريلجم (الإنجليزية)
- جوش سميث على موقع بروبوليرز (الإنجليزية)
- جوش سميث على موقع سبورتس رفرنس (الإنجليزية)